# Le Touquet AC hockey
Le Touquet AC hockey est un club français de hockey sur gazon situé  au Touquet-Paris-Plage. L'équipe masculine du club évolue parmi l'élite nationale, le Championnat de France masculin de hockey sur gazon.

## Histoire

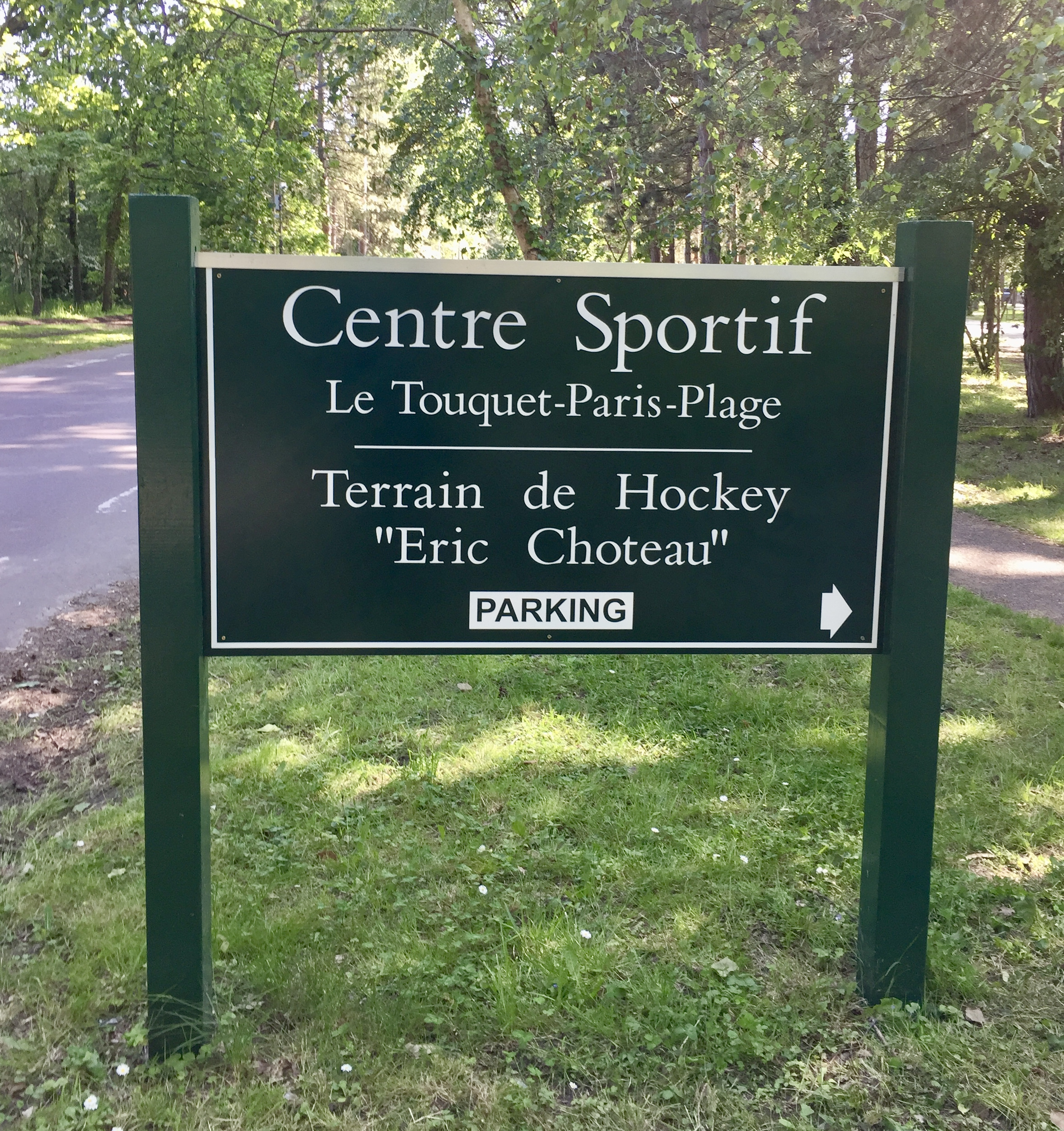

Le hockey sur gazon au Touquet-Paris-Plage est né en 1952 à... Wimereux grâce à un club lillois ! En effet, cette année là, à la Pentecôte, trois dirigeants de l'Olympique Iris Club Lillois, Jean Ellynck, Henri Langlois et Marc Robiquet, créent un petit tournoi sur un seul terrain, et, en 1954, Marcel Desseaux et Louis Quételart (alors conseiller municipal) les convainquent d'utiliser plutôt les infrastructures sportives et touristiques du Touquet-Paris-Plage afin que la compétition puisse acquérir importance et renommée. Le désormais fameux tournoi de la Pentecôte venait d'élire domicile dans la station. Dans les années 1950, le terrain d'honneur était réservé aux concours hippiques, et il fallut déplacer les obstacles pour libérer deux terrains de hockey. Le nombre d'équipes, venant de tous les continents, finit par atteindre la cinquantaine. En 1997, le TAC hockey sur gazon, fondé en 1985 par Éric Choteau, médecin et ancien international et joueur de première division du Lille Hockey Club, reprend logiquement à son compte l'organisation du tournoi.  Il est ensuite secondé notamment par Jean-Robert Grolet, Louis Danel, Bernard Coisne, Philippe Ganier. La municipalité a mis à la disposition exclusive du nouveau club un terrain situé au Parc international de la Canche, terrain synthétique complété d'un local technique, transféré au centre Ferdi Petit en 2000, labellisé olympique avant les JO de Londres de 2012. L'équipe du TAC hockey, appelée un temps Touring Team TAC ASCO associée à d'autres clubs afin de former une équipe compétitive, remporte de nombreux succès, en plus de celui évoqué en début d'article, championne en régionale 3 en 1990, vice-championne de France en nationale 2 en 2001, championne de France en nationale 1B en 2003, et plusieurs saisons ensuite en division élite. Le club a été entrainé, entre autres, par un Pakistanais en 2002 et un Australien en 2009. Mais le succès sportif du club est dû essentiellement à une efficace politique de formation. En plus du tournoi de Pentecôte, très bénéfique pour les finances du club, le TAC Hockey accueillit à plusieurs reprises la Celtic Cup, une compétition de haut niveau réunissant la France, l'Écosse, l'Irlande, et le Pays de Galles. Aujourd'hui le TAC Hockey est l'un des clubs sportifs les plus importants en termes d'effectifs et l'un des plus dynamiques du Touquet-Paris-Plage.

## Équipes
Chez les hommes, le club a une équipe qui évolue en Nationale 1 et une équipe en Nationale 3, en zone 1 Hauts-de-France.
Chez les femmes, une équipe évolue en championnat de France de Nationale 2 et une équipe en Régionale 2, en zone 1 Hauts-de-France.
Le club possède également des équipes de jeunes : cadets, minimes et poussins.

## Événements
Tous les ans à la Pentecôte, le club du TAC Hockey organise l'un des plus importants tournois de France durant trois jours regroupant jusqu'à 800 personnes, toutes catégories confondues. En 2017, du 3 au 5 juin, s'est tenue la 65e édition de ce tournoi de hockey sur gazon.

## Pour approfondir